# 金字塔广场
48°51′49.95″N 2°19′55.69″E / 48.8638750°N 2.3321361°E

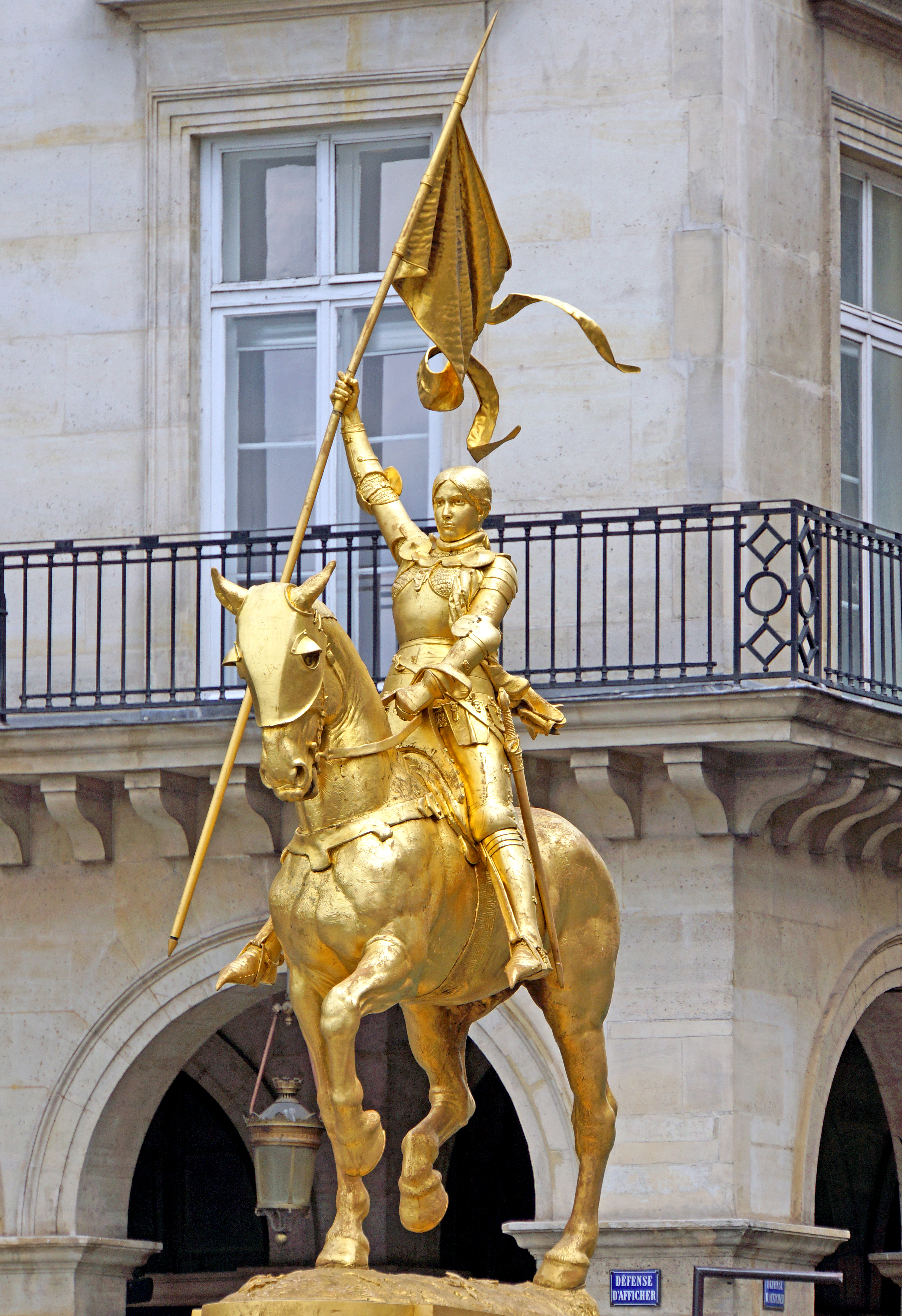
金字塔广场的圣女贞德像

金字塔广场（Place des Pyramides）是法国巴黎第一区的一个广场，位于里窝利路的中段，与金字塔路（得名于金字塔战役）以及雷蒙尼耶将军大街（Avenue du General Lemonnier）交汇处，杜伊勒里花园的西部角落。
在16世纪和17世纪，亨利三世、亨利四世和路易十三时代，Antoine de Pluvinel在这块地方开办了骑术学校“Le Pluvinel”，这是古典骑术学派的胚胎，Hôtel Regina饭店的入口上方挂牌纪念 （页面存档备份，存于）。
1874年，广场上安放了圣女贞德的镀金青铜骑马雕像。